# Krzysztof Włosik
Krzysztof Włosik (ur. 28 kwietnia 1957 w Krakowie) – polski łucznik, olimpijczyk z Moskwy. 17. razy był rekordzistą Polski. Syn Bolesława i Ireny (z d. Gołdyn). 

## Życiorys
W 1980 ukończył Technikum Elektrotechniczne w Krakowie. Jego kariera sportowa przypada na lata 1972–1995. Po jej zakończeniu został trenerem. Jest żonaty. Posiada troje dzieci: Jakuba, Macieja, Magdalenę. Mieszka w Krakowie. Jego żona Anna jest także trenerem i nauczycielką wf. 
Należał do klubów sportowych: Garbarnia Kraków i Nadwiślan Kraków. Jego trenerami byli: Józef Kowalski, Czesław Remelski, Jan Lach i Jacenty Kowerski.

## Osiągnięcia sportowe
- 1980 – 10. miejsce podczas Igrzysk Olimpijskich w Moskwie (4-bój indywidualny);
- 1983 – zdobywca Pucharu Polski;
- 1983 – złoty medal Mistrzostw Polski (wielobój indywidualny);
- 1984 – złoty medal Halowych Mistrzostw Polski;
- 1985 – złoty medal Mistrzostw Polski (wielobój indywidualny);
- 1985 – zdobywca Pucharu Polski;
- 1985 – brązowy medal Halowych Mistrzostw Europy, Odense (drużynowo – razem z Janem Popowiczem, Konradem Kwietniem, Andrzejem Nuckowskim);
- 1987 – złoty medal Mistrzostw Polski (wielobój indywidualny);
- 1990 – złoty medal Halowych Mistrzostw Polski;
- 1990 – zdobywca Pucharu Polski;
- 1992 – złoty medal Mistrzostw Polski (wielobój indywidualny).